# Gare de Chennevières-sur-Marne-Grande-Ceinture
Ne doit pas être confondu avec Gare de La Varenne - Chennevières ou Gare de Chenevières.
La gare de Chennevières-sur-Marne-Grande-Ceinture est une gare ferroviaire française fermée de la ligne de Bobigny à Sucy - Bonneuil (aussi surnommée grande-ceinture complémentaire). Elle est située sur le territoire de la commune de Chennevières-sur-Marne, dans le département du Val-de-Marne, en région Île-de-France.

## Situation ferroviaire
Établie à 49 mètres d'altitude, la gare SNCF de Chennevières-sur-Marne est située au point kilométrique (PK) 18,044 de la ligne de Bobigny à Sucy - Bonneuil, entre les gares de Bry-sur-Marne et de Sucy - Bonneuil. 

## Histoire
La gare se trouve sur la ligne de Bobigny à Sucy - Bonneuil dite de « Grande ceinture complémentaire », qui ouvre au trafic des marchandises le 7 septembre 1928 et au service des voyageurs le 1er mars 1932. Seuls circulent deux trains quotidiens dans chaque sens entre Noisy-le-Sec et Juvisy via Argenteuil et Versailles. Les nouvelles gares de la ligne complémentaire se révèlant vite disproportionnées vu leur faible fréquentation, le trafic des voyageurs cesse le 15 mai 1939.

## Service des marchandises
Comme toutes celles de la Grande ceinture complémentaire, la gare de Chennevières conserve un fort trafic de fret.